# Knoten (Graphentheorie)
Die Menge der Knoten (oder Ecken) ist in der Graphentheorie ein Bestandteil jedes Graphen. Sie wird ergänzt durch die Menge der Kanten, die Verbindungen zwischen den Knoten repräsentieren.

Darstellung der Knoten, Kanten und Maschen

## Mathematische Definition
Ist {\displaystyle G=(V,E)} ein gerichteter oder ein ungerichteter Graph, so nennt man ein Element {\displaystyle x\in V} einen Knoten von {\displaystyle G}. Graphen bestehen neben der Knotenmenge {\displaystyle V(G)} noch aus einer dazugehörigen Kantenmenge {\displaystyle E(G)} (englisch edge), die beschreibt, wie die einzelnen Knoten des Graphen durch Kanten verbunden sind.

## Anwendung
Die Graphentheorie kann auf alle Netzwerke angewandt werden. Die Knoten und Kanten haben in jedem Netzwerk spezifische Bezeichnungen.
| Netzwerk           | Knoten                                           | Kanten                                                           |
| ------------------ | ------------------------------------------------ | ---------------------------------------------------------------- |
| Straßennetze       | Verkehrsknoten: Straßenkreuzung, Anschlussstelle | Verkehrswege: Autobahnen, Straßen, Straßenbrücken, Straßentunnel |
| Schienennetze      | Bahnhöfe: Güterbahnhöfe, Personenbahnhöfe        | Schienen, Weichen, Eisenbahnbrücken, Eisenbahntunnel             |
| Wasserstraßennetze | Häfen: Binnenhäfen, Seehäfen                     | Gewässer: Flüsse, Kanäle, Meere                                  |
| Mobilfunknetze     | Funkstellen, Mobilfunkgeräte, Handy, Smartphones | Mobilfunkfrequenzen                                              |
| Stromnetze         | Einspeisung, Ausspeisung, Umspannwerke           | Freileitungsmasten, Stromleitungen                               |
| Rechnernetze       | Server, Switches, Rechner, Internet-Knoten       | Endgeräte, Personal Computer, Wiedergabegeräte                   |
| Soziale Netzwerke  | Personen, Tiere, Organisationen                  | Beziehungen, Interaktionen                                       |

Auch Verkehrsnetze wie Flugstraßennetze oder andere Funknetze wie das Amateurfunknetz oder der Seefunk sowie Infrastruktur-Netzwerke besitzen eine Netztopologie, die mit der Graphentheorie erklärt werden kann.
Im Transportwesen beispielsweise sind der Versandort, etwaige Umladeorte und der Empfangsort die Knoten und die diese Orte verbindenden Transportwege die Kanten.

## Spezielle Knoten
- Ein universaler Knoten ist ein Knoten, der zu allen anderen Knoten im Graphen adjazent ist.[5]
- Ein simplizialer Knoten ist ein Knoten, dessen Nachbarn eine Clique, also einen vollständigen Teilgraphen des Ausgangsgraphen bilden.[6]
- Ein isolierter Knoten ist in einem ungerichteten Graphen ein Knoten ohne Nachbarn, also ein Knoten vom Grad null. In einem gerichteten Graphen besitzt ein isolierter Knoten keine Vorgänger und Nachfolger und hat damit Eingangs- und Ausgangsgrad null.[7]